# Paul Giacobbi
Paul Giacobbi és un polític cors, nascut el 4 de juny de 1957 a Courbevoie (Alts del Sena).
Membre d'una vella família radical-socialista, és fill de François Giacobbi, qui fou diputat de Còrsega i Sotssecretari d'Estat en els anys 50, net de Paul Joseph Marie Giacobbi qui fou ministre en la preguerra i en la Quarta República Francesa i també besnet de Marius Giacobbi i que tame fou diputat i senador per Còrsega.
Diputat de la segona circumscripció de l'Alta Còrsega des de 2002, membre del Partit Radical d'Esquerra, fou reelegit el 17 de juny de 2007. Forma part del grup socialista, radical i ciutadà.

## Mandats
- 14/03/1983 - 19/03/1989: alcalde de Venaco (Alta Còrsega)
- 17/03/1986 - 22/03/1992: membre de l'Assemblea de Còrsega
- 20/03/1989 - 18/06/1995: alcalde de Venaco
- 23/03/1992 - 15/03/1998: membre de l'Assemblea de Còrsega
- 23/03/1992 - 15/03/1998: conseller executiu de l'Assemblea de Còrsega
- 19/06/1995 - 18/03/2001: alcalde de Venaco
- 27/04/1997 - 22/03/1998: membre del Consell General de l'Alta Còrsega
- 16/03/1998 - 30/06/2002: membre de l'Assemblea de Còrsega
- 29/03/2004 al 08/04/2004: membre de l'Assemblea de Còrsega

### Mandat en curs
- President del Consell General de l'Alta Còrsega (des de 1998).